# Tomasi Puapua
Sir Tomasi Puapua (Nanumaga, 10 settembre 1938) è un politico tuvaluano che ha rappresentato Vaitupu nel Parlamento delle Tuvalu.
Ha frequentato la Fiji School of Medicine e la Otago University Medical School e ha sposato Riana Puapua.

## Primo ministro
È stato il secondo Primo Ministro delle Tuvalu dall'8 settembre 1981 al 16 ottobre 1989. In un paese che vede frequenti cambiamenti del suo capo di governo, Puapua è noto per essere stato il Primo Ministro che è rimasto in carica più a lungo.
Le prime elezioni dopo l'indipendenza non si tennero fino all'8 settembre 1981. 26 candidati si contendettero i 12 seggi. Tomasi Puapua fu eletto primo ministro con una maggioranza di 7 a 5 rispetto al gruppo dei parlamentari presieduto dall'ex primo ministro Toaripi Lauti. É poi stato rieletto nelle elezioni generali tenutesi il 12 settembre 1985 continuando ad essere Primo Ministro.
Le successive elezioni generali si tennero il 26 marzo 1989. Nel successivo parlamento i membri elessero Bikenibeu Paeniu.
In seguito alle elezioni generali tenutesi il 25 novembre 1993, i membri del parlamento erano equamente divisi nel sostenere il primo ministro in carica Bikenibeu Paeniu e Tomasi Puapua. Di conseguenza, il governatore generale sciolse il parlamento il 22 settembre ed ebbe luogo un'ulteriore elezione il 25 novembre 1993. Il successivo parlamento elesse Kamuta Latasi come primo ministro il 10 dicembre 1993.

## Presidente del Parlamento
Durante il governo di Kamta Latasi, dal 1993 al 1998, è stato Presidente del Parlamento delle Tuvalu.

## Governatore generale
Avendo esercitato l'ufficio esecutivo senior per molti anni, Puapua in seguito divenne governatore generale delle Tuvalu come rappresentante di Elisabetta II, regina di Tuvalu dal 1998 al 2003, l'ufficio più elevato in termini di protocollo, ma più cerimoniale che politico.

## Onorificenze del Commonwealth
Nel 1998 è stato nominato Cavaliere Commendatore dell'Eccellentissimo Ordine dell'Impero Britannico (KBE) per i servizi alla medicina, alla politica e alla comunità.
Nel 2002 è stato nominato membro dell'Ordine di San Michele e San Giorgio e del Consiglio privato di sua maestà.